# Lips Tullian
Lips Tullian (v několika verzích uveden jako Lips Tulian) je komiksová série, kterou adaptoval Jaroslav Weigel a nakreslil Kája Saudek. První část vyšla v roce 1972, další dvě epizody v letech 1982 a 1985. Příběh se odehrává v polovině 17. století na území Čech a německého Saska. Cyklus vydával československý týdeník Mladý svět. 

## Pozadí

### Původní sešity
Děj je založen na romantických dobrodružných příbězích, které byly vydávány ještě za Rakouska-Uherska, na konci 19. století. Jako autor byl uváděn Kvidon z Felsů, vydavatel Alois Hynek. Příběhy (noveletty) byly vydávány ve formě tenkých sešitů, typicky o délce 24 stran, včetně jedné celostránkové ilustrace. Celkem bylo vydáno 118 sešitů, čímž obsah celkově přesáhl jeden tisíc stránek.

### Postavy
Filip z Mengštejnu – hlavní postava, drobný šlechtic zamilovaný do Hedviky a zdrcený tím, že byla provdána za jiného ženicha. Z toho popudu přijme jméno Lips Tullian a stane se náčelníkem místní bandy lupičů, zvané Černá rota. Nastolí v ní nová pravidla – bohatým brát a chudým dávat.
Hedvika – dívka urozeného původu, do které se Lips Tullian zamiloval a jež byla proti své vůli provdána za jiného muže.
Hilda – Hedvičina sestřenice, která touží po Tullianově lásce a přízni. Většinou se snaží připravit nějakou lest, jak by si Lips Tulliana získala jen pro sebe.
Flemming – vykrmený hrabě, disponuje menší armádou (většinou neschopných) vojáků. Jeho motivací je Lips Tulliana zajmout a připravit o život.
Sahrberg – původní vůdce Černé roty. Lips Tulliana se s ním poprvé setká, když Sahrberg chce zneuctít jednu dívku z krčmy, v čemž mu zabrání. Sahrberg Tullianovi přísahá pomstu. Je to hlavní padouch – loupí a okrádá i chudé a obyčejné lidi, dokonce se vydává za Lipse Tulliana, čímž špiní jeho pověst.
Wittorf – nejvěrnější z loupežníků Černé roty a nejbližší druh Lipse Tulliana. Často se osvědčí jako zvěd posunující hlavní nebo vedlejší dějovou linku. Mezi epickými akcemi si Tullian a Wittorf občas najdou chvilku na diskuzi nad obecnějšími tématy.

### Premisa
Filip z Mengštejnu se zamiloval do Hedviky (a ona do něj), ale její otec ji vybral jiného ženicha, hraběte Martinice. I přes nesouhlas Hedviky jsou novomanželé oddáni. Již po zpečetění manželského svazku Filip Hedviku políbí, čímž Martinice zostudí – ten přikáže jej zmrskat a vypálit mu na tělo cejch. Filip sokovi zapřísáhne pomstu, uteče do okolních lesů, kde se z něj stane loupežník, co bohatým bere a chudým dává. Hedvika ještě před svatební nocí (takže její počestnost není porušena) uteče do kláštera.

### Schéma epizod
Epizody většinou zahajuje událost, kterou se loupežníci Černé roty dozví a na kterou jsou nuceni nějak reagovat (křivda nebo zločin hodný pomsty, příležitost pro lup, nástrahy na Tullianovo dopadení, atd.). Lips Tullian převezme iniciativu a vymyslí plán, který se se svými loupežníky pokusí uskutečnit. Antagonisté v osobě Flemminga, Hildy nebo jiných též kují pikle a strojí na Černou rotu nástrahy. Typicky, během příběhu, dochází i k setkání Lips Tulliana s Hedvikou v klášteře, kdy on chce, aby z kláštera odešla byla mu chotí, Hedvika si to podmiňuje tím, aby přestal být loupežníkem, což Lips Tullian odmítne, jelikož jeho pomsta ještě nebyla dokonána.

## Autoři
Saudek získal své první uznání v roce 1966 jako tvůrce speciálních efektů a ilustrací k filmu Kdo chce zabít Jessii? (Kdo chce zabít Jessie?). Slibný start jeho kariéry však zkomplikovaly události Pražského jara a následná „normalizace“ československé společnosti. Oficiální kulturní aparát považoval Saudkův styl za příliš „americký“ a někteří jeho kritici označili jeho tvorbu za příklad buržoazního kýče. Jeho raná zralá díla byla zakázána a publikována až po pádu komunistického režimu.
Koncem 60. let se Saudek seznámil a spřátelil s novinářem Rudolfem Křesťanem, redaktorem Mladého světa. Křesťan mu umožnil publikovat v časopise část svého alba Muriel a andělé. V roce 1971 se Saudek stal pravidelným přispěvatelem Mladého světa. První významnější příležitost pracovat pro časopis však přišla až o rok později. Začátkem roku 1972 začal Saudek spolupracovat na novém seriálu s Jaroslavem Weigelem, členem Divadla Járy Cimrmana. Série Lips Tullian, nejobávanější náčelník lupičů, vycházela týdně jako součást časopisu. V období normalizace v Československu byly komiksy považovány za potenciálně škodlivé pro mladé lidi. Tvůrci a redakce se pokusili vybrat nekontroverzní téma, aby „udrželi rovnováhu mezi atraktivitou časopisu a politickým tlakem“. Weigel za tím účelem parafrázoval příběhy z populárních novel zachycujících dobrodružství loupežníka Filipa z Mengenštejnu alias Lipse Tulliana.

## Vydání
- 1972 – Lips Tullian: Nejobávanější náčelník lupičů
- 1982 – Lips Tullian: Stříbrný poklad
- 1985 – Lips Tullian: Konec Sahrbergovy bandy
- 1990 – Lips Tullian: dvojedice Stříbrný poklad a Konec Sahrbergovy bandy, nakladatelství Albatros

Již někdy v roce 2012 začala jednání o adaptaci komiksu do filmové podoby v česko-dánské koprodukci, kdy režisérem měl být Vít Karas, nicméně projekt dosud není dokončený a zdá se být mrtvý.

## Ohlas
Komiks získal široký ohlas u čtenářů v Československu. Saudek v dopise svému příteli Pavlu Noskovi z roku 1973 uvádí, že náklad časopisu se za dobu vydávání Lipse Tulliana zvýšil o 105 tisíc. Série byla vydávána pouze po dobu jednoho roku; a nakonec, v prosinci 1972 byla zakázána komunistickou cenzurou. V roce 2010, třicet osm let po svém vzniku, vyšla kompletní série knižně. Český komiksový server Komiksarium v anketě pořádané v roce 2009 vybral Lipse Tulliana jako třetího nejvýznamnějšího českého komiksu v historii žánru.
Podle českého komiksového experta Tomáše Prokůpka zaznamenal seriál „fenomenální úspěch“ a každou středu (v den vydání Mladého světa ) se před trafikami tísnily dlouhé fronty netrpělivých čtenářů. Úspěch komiksu však přitáhl pozornost nejen čtenářů, ale i komunistických cenzorů a oficiálních médií. První problémy přišly v létě 1972. Redakce časopisu se v reakci na to pokusila sérii ochránit zveřejněním rozhovoru se Saudkem, v němž rezolutně odmítl jakoukoli spojitost se západními komiksy. Paradoxně rozhovor vyvolal další štvavou kampaň proti sérii. Přes protesty čtenářů a fanoušků musel Lips Tullian v prosinci 1972 ze stránek Mladého světa zmizet.
V roce 1973 se redakce Mladého světa tajně pokusila sérii vzkřísit. Hrdina byl přejmenován na Černého Filipa a děj se přesunul do jiného období českých dějin. Záměr byl ale odhalen a obnovená série byla bez vysvětlení opět zakázána. Bylo zveřejněno pouze šest epizod. Lips Tullian se později objevil i v dalších Saudkových dílech, zejména na albech Stříbrný poklad (1982) a Konec Sahrbergovy bandy (1985).
Nepřízeň cenzorů nezabránila pokračující popularitě seriálu v Československu; původní stránky série jsou cenným sběratelským artefaktem. Komiksový seriál Lips Tullian je považován za příklad tvůrčí svobody v komunistickém Československu.

## Styl
Práce na Lips Tullianovi byla pro Saudka neobvyklým úkolem. Do té doby zobrazoval především současný svět nebo vize budoucnosti. Historické téma série si vyžádalo jiný přístup a techniku. Dalším problémem byl nedostatek prostoru určeného pro velké množství děje a textu v každé epizodě. Postupně se mu podařilo přizpůsobit formát vlastnímu stylu. Saudkův styl se oproti předchozímu období výrazně změnil ( alba Muriel ), nicméně si zachoval jeden z nejcharakterističtějších prvků svého stylu: potřebu parafrázovat a citovat svá předchozí díla v nových a překvapivých asociacích. Série navíc v každé epizodě využívá „nespočetné“ dvojí, vtipy a skryté významy (v textu i na ilustracích). Lips Tullian, loupežník ze 17. století, se více podobá moderním superhrdinům než historické postavě. Jako ochránce chudých a trýzněných neváhá pomoci kdekoli; jeho úsilí se však zaměřuje hlavně na záchranu krásných žen z rukou zlých padouchů. Dalším důležitým prvkem, charakteristickým pro celou Saudkovu tvorbu, je erotika a reflexe ženské krásy. Děj je naivní (na motivy kýčovitých románů z 19. století) a hlavním tématem série je Saudkovými slovy: „pomsta a láska v mnoha variacích, téma stále živé“.
Zajímavostí je, že díly Stříbrný poklad i Konec Sahrbergovy bandy se zčásti odehrávají v jeskyních – poměrně častém prostředí Saudkových komiksů (Tajemství zlatého koně, Trať se ztrácí ve tmě, Arnal a dva dračí zuby, …).